# Patton Seamount
Il Patton Seamount è una montagna sottomarina, e più precisamente un vulcano sottomarino, che fa parte della catena sottomarina di Cobb-Eickelberg ed è situato nel Golfo dell'Alaska, nella parte nordorientale dell'Oceano Pacifico.
Si trova circa 166 miglia nautiche (307 km) a est dell'Isola Kodiak e si innalza fino a 160 m al di sotto della superficie del mare; il Patton è una delle più importanti montagne della catena sottomarina di Cobb-Eickelberg. 
Si formò originariamente 33 milioni di anni fa vicino alla costa dell'Oregon in seguito all'attività del punto caldo di Cobb e si spostò successivamente nell'attuale posizione in conseguenza del movimento della placca tettonica. Il Patton Seamount è uno dei seamount meglio conosciuti, dopo che due importanti spedizioni di ricerca compiute con il sommergibile DSV Alvin nel 1999 e nel 2002 hanno permesso di approfondire la conoscenza della sua comunità biologica. Come altre montagne sottomarine il Patton agisce da centro di aggregazione per una vasta fauna marina. Le immersioni hanno rivelato una ricca fauna acquatica che include stelle marine, coralli, granchi reali, pesci pietra demersali e varie altre specie.

## Geologia
Il Patton Seamount è stato formato dall'attività del punto caldo di Cobb e fa parte della catena sottomarina di Cobb-Eickelberg. Questa catena è piuttosto inusuale in quanto si tratta di un mosaico di catene vulcaniche, create da parecchi punti caldi che ora si trovano lungo la costa occidentale del Nord America. Il Patton Seamount è posizionato vicino al margine nordoccidentale della catena, nel Golfo di Alaska e con i suoi 33 milioni di anni di età è uno dei membri più vecchi del gruppo. Le montagne sottomarine del Golfo sono le caratteristiche geologiche più conosciute e studiate della catena.
Il Patton è alto oltre 3.000 m largo 3 km alla base; si è formato originariamente al largo della costa dello Stato di Washington, circa 33 milioni di anni fa. Da allora si è spostato nella sua attuale posizione in seguito al movimento in direzione nordoccidentale della placca pacifica.
Le immersioni indicano che la struttura del Patton Seamount è piuttosto accidentata e piena di massi verso la cima, mentre consiste di componenti più fini e arrotondate in vicinanza del fondale oceanico. Gli aspetti geologici non sono molto ben conosciuti in quanto le esplorazioni si sono focalizzate soprattutto sulla sua biologia.